# An Đồng (Bắc Ngụy)
An Đồng (chữ Hán: 安同, ? – 429), sinh quán Liêu Đông, là quan viên, khai quốc công thần nhà Bắc Ngụy trong lịch sử Trung Quốc.

## Xuất thân
Tổ tiên của Đồng tên Thế Cao, là thị tử (vương tử của thuộc quốc đến nhà Hán để bồi thị vua Hán) của nước An Tức (tức đế quốc Parthia) đến Lạc Dương vào đời Hán. Hậu duệ của Thế Cao lấy họ là An, trải qua các đời Ngụy, Tấn, tránh loạn đến Liêu Đông, định cư ở đấy.
Cha Đồng là Khuất, làm Điện trung lang tướng nhà Tiền Yên. Tiền Tần diệt Tiền Yên, bạn của Khuất là Công Tôn Quyến có em gái nhập cung nhà Tiền Yên, xuất làm vợ của thủ lĩnh Độc Cô bộ là Lưu Khố Nhân. Công Tôn thị được Khố Nhân sủng ái, vì thế Công Tôn Quyến có thể buôn bán trong vùng đất mà Khố Nhân kiểm soát. Đồng theo Quyến làm ăn, gặp gỡ Thác Bạt Khuê đang nương nhờ tại Độc Cô bộ, thấy Khuê có tài tế thế, bèn ở lại phụng sự ông ta. Đồng tính đoan nghiêm minh huệ, nói năng theo lối trường giả.

## Phụng sự Đạo Vũ đế
Năm Đăng Quốc đầu tiên (386), Ngụy vương Thác Bạt Khuê mượn quân Hậu Yên để chống lại Thác Bạt Quật Đốt – được sự ủng hộ của Lưu Hiển (con trai Lưu Khố Nhân). Đồng nhiều lần làm sứ giả, tỏ ra đắc lực, nên được Ngụy vương sủng ái, lấy làm Ngoại triều đại nhân, cùng bọn Tố Hòa Bạt ra vào cung cấm, đổi nhau làm Điển thứ sự. Thác Bạt Khuê xưng đế, là Bắc Ngụy Đạo Vũ đế, ban thưởng công thần, Đồng làm sứ giá có nhiều công lao, được ban thế thiếp cùng 30 hộ nô lệ, 2 thớt ngựa, 50 con cừu, gia Quảng vũ tướng quân.
Đồng tòng chinh Diêu Bình ở Sài Bích, Hậu Tần đế Diêu Hưng dốc quân cứu Bình, Đạo Vũ đế bèn tăng cường đắp lũy trùng trùng, vừa vây thành vừa kháng viện. Đồng dâng kế rằng: "Thần nhận lệnh đến Giáng để đốc tô, thấy bờ đông sông Phần có vùng trũng, đông tây hơn 300 dặm, đường sá không thông. Diêu Hưng đến, ắt theo lối bờ tây sông Phần, từ chỗ cao ép xuống, nhằm thẳng Sài Bích. Nếu vậy, ắt giặc trong ngoài tiếp ứng, vòng vây khó giữ, không thể ngăn nổi. Nên chẹn ngang sông Phần bởi 2 tòa cầu nổi nam bắc, lên bờ tây đắp lũy. Bờ tây đã vững, giặc đến không còn chỗ thi hành trí lực nữa!" Đạo Vũ đế nghe theo, Diêu Hưng quả nhiên không thể cứu được Sài Bích. Đồng có công bày mưu, được ban tước Bắc Tân hầu, An viễn tướng quân. Có chiếu sai Đồng đưa tướng Hậu Tần là bọn Việt kỵ hiệu úy Đường Tiểu Phương về Trường An.

## Phụng sự Minh Nguyên đế
Thanh Hà vương Thác Bạt Thiệu làm loạn, Thác Bạt Tự ở ngoài, sai sứ trong đêm báo tin, lệnh cho Đồng tập hợp hàng trăm thợ giỏi, nghệ nhân trong thành, mọi người đều hưởng ứng, nghênh đón Thác Bạt Tự lên ngôi, là Bắc Ngụy Minh Nguyên đế. Đồng nhận mệnh cùng Nam Bình công Bạt Bạt Tung thụ lý kiện cáo của dân. Lại có chiếu sai Đồng cùng Phì Như hầu Hạ Lan Hộ cầm cờ tiết tuần xét 2 châu Tịnh, Định cùng các dân tộc thiểu số trong núi là Tạp Hồ, Đinh Linh,... tuyên chiếu phủ dụ, thăm hỏi bệnh khổ, tra xét những quan lại làm việc trái phép. Đồng đến Tịnh Châu, dâng biểu tâu lên tình trạng cai trị trái phép của quan viên, tố cáo thứ sử tự ý bổ nhiệm thợ thêu là Cổ Đồng làm Tấn Dương lệnh, thông đồng làm việc tham ô, gian trá, xin dựa vào luật trị tội. Minh Nguyên đế nghe theo, vì thế tình hình ở châu được chỉnh đốn. Đồng đi hướng đông ra Tỉnh Hình, đến Cự Lộc, cứ 4 hộ chọn ra 1 người, muốn sửa thành Đại Lĩnh Sơn, thông Thiên Môn Quan, lại đắp ổ ở Tống Tử, để trấn an quận huyện. Hạ Lan Hộ ghét Đồng được lòng người, nhân dịp này sai người tố cáo ông xây thành họp quân, muốn làm việc lớn. Minh Nguyên đế cho rằng Đồng tự ý tập hợp dân chúng, bèn bỏ xe tù bắt về, giao cho quần thần luận tội. Mọi người cho rằng Đồng tự ý gây việc lao dịch, kinh động trăm họ, cần trị tội để làm gương. Đế thấy Đồng tuy chuyên quyền, nhưng làm việc công, không có ý riêng nên tha cho.

## Phụng sự Thái Vũ đế
Thác Bạt Đảo giám quốc, lâm triều thính chánh, lấy Đồng làm Tả phụ. Minh Nguyên đế đánh Hà Nam, bái Đồng làm Hữu quang lộc đại phu. Thác Bạt Đảo ra giữ biên giới phía bắc, Đồng cùng An Định vương Thác Bạt Di ở lại giữ kinh sư. Thác Bạt Đảo lên ngôi, là Bắc Ngụy Thái Vũ đế, cho Đồng tiến tước Cao Dương công, bái làm Quang lộc huân. Sau đó được nhận chức Chinh đông đại tướng quân, Ký, Thanh 2 châu thứ sử.
Năm Thần Gia thứ 2 (429), ông mất, được truy tặng Cao Dương vương, thụy là Cung Huệ.

## Đánh giá
Đồng tính trong sạch, tuân theo pháp luật. Con trưởng của Đồng là Khuất  làm Điển thái thương sự thời Minh Nguyên đế, trộm lúa gạo để nuôi cha mẹ. Đồng cả giận, tâu xin giết Khuất, tự nhận tội không biết dạy con. Minh Nguyên đế khen mà tha cho, còn ban chiếu trường kỳ cấp lúa gạo cho Đồng.
Đồng làm quan sáng suốt, có tài dạy dân, lại khéo dạy con, được người đời khen ngợi. Nhưng về già, Đồng nhận chức ở Ký Châu, sanh tật gom góp tài sản, xây dựng nhiều chùa tháp, khiến trăm họ khổ sở.

## Hậu nhân
Đồng có năm con trai: Khuất, Nguyên, Hiệt, Thông, Tát. Hiệt là người nổi danh nhất.